# سفت‌کنه خویشاوند
سفت‌کنه خویشاوند (نام علمی: Ixodes affinis) نام یک گونه کنه از سرده سفت‌کنه است.
برخی میزبانان این گونه از کنه عبارتند از:
- الیکایی کارولینایی (جورجیا)[۱]
- حشره‌خوار دم‌کوتاه جنوبی (جورجیا)[۱]
- موش کور شرقی (جورجیا)[۲]
- گوزن دم‌سفید (جورجیا)[۱]
- موش برنج مردابی (جورجیا)[۱]
- موش پنبه‌ای (جورجیا)[۱]
- سنجاب خاکستری شرقی (جورجیا)[۲]
- راکون (جورجیا)[۱]